# Chính sách thị thực của Artsakh

Thị thực Artsakh

Du khách đến Artsakh phải xin thị thực trừ khi họ đến từ một trong những quốc gia được miễn thị thực.

## Chính sách thị thực
Công dân của các quốc gia sau, bao gồm người đến từ Cộng đồng các Quốc gia Độc lập và tất cả các quốc gia thành viên Liên minh Kinh tế Á Âu, có thể đến Artsakh không cần thị thực:
| - Armenia - Belarus - Kazakhstan - Kyrgyzstan - Moldova | - Nga - Tajikistan - Ukraina - Uzbekistan |  |

Ngoài các quốc gia ở trên, công dân của 3 quốc gia Hậu Liên Xô đang tranh chấp được miễn thị thực đến Artsakh. Tất cả thành viên của Cộng đồng vì Dân chủ và Quyền lợi của Các quốc gia đã đồng ý miễn thị thực với công dân của họ:
| - Abkhazia - Nam Ossetia - Transnistria |

Cong dân của các quốc gia khác có thể xin thị thực tại phái bộ ngoại giao của Artsakh tại Armenia. Trong trường hợp đặc biệt, thị thực sẽ được cấp tại Bộ ngoại giao của Cộng hòa Artsakh tại Stepanakert. Có loại thị thực du lịch nhập cảnh một lần có hiệu lực 21 ngày, thị thực nhập cảnh một và nhiều lần có hiệu lực lên đến một, hai, ba tháng.
Du khách với thị thực Artsakh (đã hết hạn hoặc còn hiệu lực) hoặc bằng chứng đã đến Artsakh (dấu nhập cảnh) sẽ bị từ chối nhập cảnh vĩnh viễn đến Azerbaijan.